# Pedro Pablo Bermúdez Ascarza
Pedro Pablo Bermúdez Ascarza (n. Tarma, 27 de junio de 1793 - m. Lima, 30 de marzo de 1852) fue un militar y político peruano. Luchó a favor de la independencia del Perú y en la guerra contra la Gran Colombia. Fue ministro de Guerra en el primer gobierno de Agustín Gamarra. 
Se autoproclamó Jefe Supremo del Perú  durante un breve período, del 4 al 28 de enero de 1834, contando con el apoyo del mariscal Agustín Gamarra. 
Su gobierno fue paralelo al del general Luis José de Orbegoso, quien era el presidente provisorio de la República, elegido por el Congreso. Se enfrentó a él por el control del país y fue vencido. Estuvo exiliado en Costa Rica en dos oportunidades y allí se casó con la dama costarricense Rosalía Escalante Nava, perteneciente a una influyente familia de ese país. Fue vicepresidente del Estado Nor-Peruano, integrante de la Confederación Perú-Boliviana. Peleó en el bando confederado hasta la batalla de Yungay en 1839. Separado del ejército, fue readmitido en 1841, durante la guerra con Bolivia. Fue después diputado y senador de la República, y prefecto de La Libertad y de Junín.

## Biografía

### Primeros años
Sus padres fueron Justo Bermúdez y Teresa Ascarza. Tío de su padre, también, fue el “Maestre de Campo” Joseph Bermúdez de Sotomayor y Miranda, Corregidor de Tarma en 1753, casado con Josefa de Arrieta y Muñíz de Llanos, hija del Licenciado Mathías F. Arrieta y María Escolástica Muñíz de Llanos, vecinos del pueblo de Santa Ana de Tarma. Refiere su biógrafo, Fernando Puente Zambrano, así la amistad y la unión familiar de los “Arrieta” y “Bermúdez”, se convertiría con los años, en un estrecho vínculo que alcanzaría no solo el poder militar, sino añadiría el poder político y religioso. Precisamente, entre los hijos del matrimonio Bermúdez de Sotomayor y de Arrieta se contaba al célebre intelectual José Manuel Bermúdez de Sotomayor y Arrieta, canónigo magistral de la Catedral de Lima, a quien su sobrino el futuro general Pedro Pablo Bermúdez Ascarza, tendría la mayor estima personal por la formación humana que le inculcó y la ayuda brindada para recibir la educación correspondiente en el Seminario Conciliar de Santo Toribio, donde José Manuel Bermúdez era Ilustre Catedrático.

### Guerra de la Independencia
Bermúdez sentó plaza de subteniente en el Batallón de Milicias de Tarma, acantonado en Lima. Se sumó al Ejército Libertador del general José de San Martín en Pisco, otorgándosele el grado de teniente. A las órdenes del general Juan Antonio Álvarez de Arenales participó en su primera campaña a la sierra, luchando en la batalla de Cerro de Pasco (6 de diciembre de 1820). Luego cooperó con José Félix Aldao en la organización de las guerrillas, siendo uno de los pocos oficiales que afrontaron el ataque realista en Huancayo y contuvieron la deserción de las milicias inexpertas (20 de diciembre de 1820).

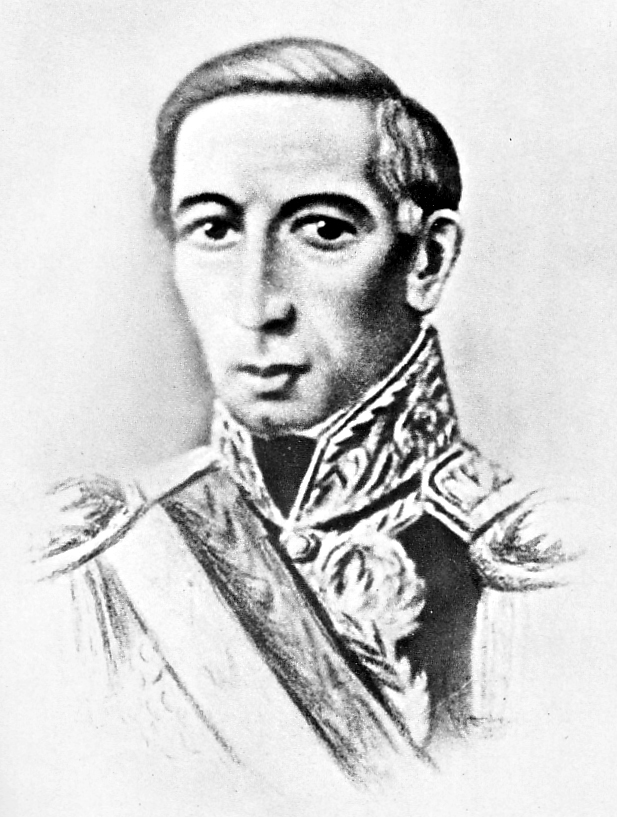
Pedro Bermúdez.

Después se dirigió al cuartel general patriota de Huaura y participó en la segunda campaña de Arenales a la sierra. Tras la ocupación de Lima por los patriotas y la proclamación de la Independencia, participó en el primer sitio del Callao. Ascendido a capitán a principios de 1822, se sumó a la expedición enviada a Ica, la misma que culminó en el desastre de La Macacona,  el 7 de abril de 1822. Permaneció en los acantonamientos próximos a Lima y se sumó a la presión ejercida sobre el Congreso para obtener la elección del coronel José de la Riva Agüero como presidente de la República. Luego se alistó en la Segunda Campaña de Intermedios a órdenes del general Andrés Santa Cruz, en la que combatió en la batalla de Zepita (25 de agosto de 1823) y siguió toda la "campaña del talón" o retirada hacia la costa.
Se sumó al ejército que Bolívar organizó en el norte del Perú en miras a la campaña final de la independencia sudamericana que se libró en la sierra central y sur del Perú. A principios de 1824 fue ascendido a sargento mayor efectivo y participó destacadamente en la batalla de Junín (6 de agosto de 1824) y en la batalla de Ayacucho (9 de diciembre del mismo año). Participó luego en la campaña del Alto Perú (1825) y en las operaciones libradas en las montañas de Huanta para someter a los rebeldes iquichanos que aún resistían en nombre del rey de España (1826-1827).

### Guerra contra Colombia
Fue ascendido a coronel, y se le encomendó el Estado Mayor General. En tal calidad se sumó al Ejército del Norte, que invadió el actual territorio ecuatoriano, durante la guerra contra la Gran Colombia. Colaboró siempre al lado del presidente José de La Mar y luchó en la batalla del Portete de Tarqui (27 de febrero de 1829). Luego siguió al presidente La Mar al cuartel general establecido en Piura, donde ambos fueron apresados el 7 de junio de 1829, durante el golpe de Estado dirigido por el general Agustín Gamarra. Junto con La Mar y ocho esclavos negros fue desterrado a Costa Rica. En Costa Rica contrajo matrimonio con doña Rosalía Escalante y Nava, hija de don Manuel García Escalante y doña Manuela de Nava López del Corral, quien era nieta materna del gobernador español don José Joaquín de Nava y Cabezudo.

### Ministro de guerra y diputado constituyente
Beneficiado por una ley que dispuso el retorno de los desterrados (17 de mayo de 1831), retornó al Perú en 1832, cuando gobernaba el general Gamarra. A pesar de que había criticado duramente el golpe de Estado de 1829 y de pasar, hasta entonces, como leal al derrocado La Mar, no tuvo inconvenientes en aceptar el ministerio de Guerra que le ofreció Gamarra (24 de abril de 1832). Debido a la extrañeza que este hecho causó en el país, Bermúdez renunció, pero el gobierno no aceptó su renuncia. Fue ascendido a General de Brigada el 31 de octubre de 1832, ascenso que también declinó sin éxito. A fines del mismo año fue nuevamente nombrado ministro de Guerra y colaboró con el presidente Gamarra hasta el término de su mandato. En 1832 fue elegido diputado suplente por la provincia de Pasco.

### Jefe supremo (autoproclamado)
El día 20 de diciembre de 1833, tras finalizar el período constitucional del presidente Agustín Gamarra, la Convención Nacional procedió a elegir a un presidente provisorio, tras haberse frustrado las elecciones presidenciales convocadas meses atrás. Gamarra apoyó la candidatura de Bermúdez, pero los liberales que dominaban la asamblea optaron por elegir al general Luis José de Orbegoso, un militar menos autoritario. Orbegoso obtuvo 47 votos y Bermúdez 37.
No bien asumió Orbegoso el poder, cuando los partidarios de Gamarra empezaron a hostilizar al nuevo régimen con la intención de imponer a la fuerza a Bermúdez en la presidencia. Los gamarristas o bermudistas alegaron que la presidencia de Orbegoso era ilegal pues no le correspondía a la Convención Nacional elegir al Presidente.

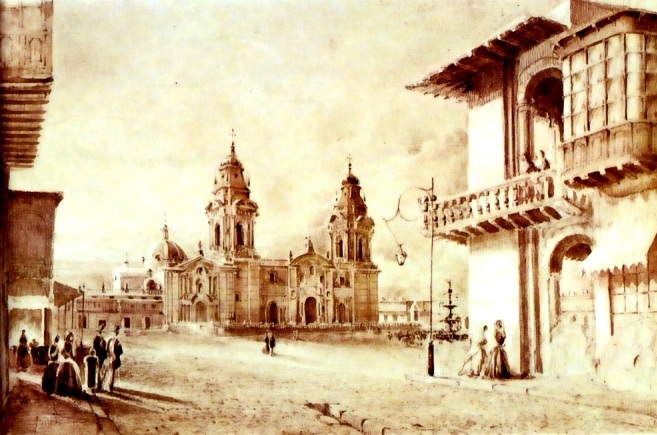
Vista de la catedral y la plaza principal de Lima. Acuarela de J. Prendergas. Mediados del.

Temiendo un golpe de Estado, Orbegoso decidió refugiarse en la Fortaleza del Real Felipe, en el Callao, el 3 de enero de 1834. Allí instaló la sede de su gobierno y comenzó a relevar a los gamarristas de los altos mandos del Ejército. En respuesta a esta acción, la guarnición de Lima se sublevó al día siguiente y proclamó Jefe Supremo a Bermúdez. Las tropas bermudistas sitiaron la fortaleza del Callao. A nivel nacional la autoridad de Bermúdez fue acatada por algunas guarniciones. Pero en Lima la civilidad se mostró contraria al golpe y se alzó en armas; se produjeron enfrentamientos armados en las calles de la ciudad, siendo la primera vez en la historia peruana que el pueblo de Lima se enfrentó con éxito a las tropas regulares (28 de enero de 1834). Ante tal situación Bermúdez y sus partidarios se retiraron a la sierra. Orbegoso retornó a Lima apoteósicamente y reasumió el poder, para luego salir con su ejército en persecución de Bermúdez.
Las fuerzas de Bermúdez, comandadas hábilmente por José Rufino Echenique se enfrentaron a las fuerzas de Orbegoso dirigidas por Guillermo Miller en  la batalla de Huaylacucho, cerca de Huancavelica (17 de abril de 1834). Triunfaron los primeros, pero esta acción en realidad no decidió nada. Los orbegosistas se reagruparon y replegaron, y se alistaron para el encuentro decisivo. Bermúdez iba en desventaja con respecto a su rival, pues no gozaba del apoyo popular; tampoco sus tropas sentían apego hacia él, ya que no se preocupaba por alentarlos ni de satisfacerles en sus necesidades.
El encuentro decisivo no se produjo. Echenique convenció al resto de oficiales bermudistas para llegar a un acuerdo pacífico con Orbegoso, prescindiendo de su jefe. Procedieron pues, a deponer a Bermúdez, y de inmediato enviaron emisarios al campamento de Orbegoso. El 24 de abril llegaron al llano de Maquinhuayo, a 24 km al norte de Jauja, donde encontraron a los orbegosistas en formación de batalla. Luego de colocar sus armas en pabellones, ambos ejércitos avanzaron hasta encontrarse y se estrecharon en fraterno abrazo. A este episodio singular de la historia peruana se conoce como el abrazo de Maquinhuayo.
Bermúdez pasó nuevamente al destierro en Costa Rica, satisfecho con la pensión de 2000 pesos que le concedió el gobierno. Mediante una hoja suelta, el 13 de mayo se despidió de sus partidarios.

### En el bando confederado
Bermúdez regresó en 1837, amparándose en las garantías ofrecidas por el mariscal Andrés Santa Cruz, protector de la Confederación Perú-Boliviana, en favor de los desterrados. Fue nombrado vicepresidente del Estado Nor-Peruano (11 de agosto de 1838), en plena guerra desatada por la invasión de los chilenos y los emigrados peruanos enemigos de Santa Cruz. Siempre en el bando confederado, participó en la campaña final de esa guerra que se libró en el norte del Perú. Peleó en la batalla de Yungay donde fue herido y tomado prisionero (20 de enero de 1839.
Al igual que muchos otros oficiales que habían servido a la Confederación, Bermúdez fue separado del ejército y borrado del escalafón.

### Durante la anarquía de 1842-1844
Bermúdez, tras su expulsión del ejército, se consagró a la explotación de su hacienda de Paria y a los negocios mineros, y aunque nunca había tenido una actuación pública destacada, se quejó de que no se reconocieran sus méritos. Acogió hospitalariamente al general hondureño Francisco Morazán, a quien prestó 18.000 pesos para que organizara una expedición revolucionaria que le permitiera recobrar su poder en Centroamérica (1841). Morazán llevó adelante su plan, pero fue capturado y fusilado en 1842.
Al desatarse la crisis en el Perú tras la batalla de Ingavi y la muerte del presidente Gamarra en Bolivia (18 de noviembre de 1841), Bermúdez  fue reincorporado otra vez al servicio, siendo adscrito al ejército del Sur. Secundó el pronunciamiento del general Juan Francisco de Vidal (1842), que tras un breve gobierno fue depuesto por el general Manuel Ignacio de Vivanco, quien instauró el Directorio (1843). Bermúdez se negó a prestar juramento de obediencia a este nuevo gobierno y colaboró con la revolución encabezada por Ramón Castilla y Domingo Nieto, que reinstauró el orden constitucional en 1844.

### Últimos años
Elegido senador por Junín en 1845 ejerció ese cargo hasta su muerte, fue también nombrado prefecto del departamento de La Libertad (1846). Fue ascendido a General de División en 1848. Luego fue nombrado prefecto de Junín (1848). Residió en Lima hasta su muerte en 1852.